# Frank Lloyd
Frank William George Lloyd (Glasgow, 2 febbraio 1886 – Santa Monica, 10 agosto 1960) è stato un regista, sceneggiatore e produttore cinematografico scozzese che girò anche numerosi film come attore.

## Biografia
Frank Lloyd fu il primo scozzese a vincere un Premio Oscar. Ottenne l'Oscar al miglior regista nel 1930 per Trafalgar e nel 1934 per Cavalcata. Nel 1935 diresse Mutiny on the Bounty, che nell'edizione italiana si intitola La tragedia del Bounty o Gli ammutinati del Bounty; questo film fu campione d'incassi, e nel 1936 vinse l'Oscar come miglior film.
Frank Lloyd è stato uno dei 36 membri fondatori dell'Academy of Motion Picture Arts and Sciences (AMPAS) che nasce nel 1927, un'organizzazione per il miglioramento e la promozione mondiale del cinema. L'accademia, nel 1929, creò il Premio Oscar.

## Filmografia

### Regista
- The Law of His Kind (1914)
- The Mexican's Last Raid (1914)
- A Prince of Bavaria – cortometraggio (1914)
- As the Wind Blows (1914)
- The Vagabond – cortometraggio (1914)
- The Link That Binds (1914)
- The Chorus Girl's Thanksgiving (1914)
- Traffic in Babies – cortometraggio (1914)
- A Page from Life (1914)
- Pawns of Fate (1915)
- The Temptation of Edwin Swayne (1915)
- Wolves of Society (1915)
- His Last Serenade (1915)
- Martin Lowe, Financier (1915)
- An Arrangement with Fate (1915)
- To Redeem an Oath (1915)
- The Bay of Seven Isles (1915)
- His Last Trick (1915)
- The Pinch (1915)
- His Captive (1915)
- Life's Furrow
- When the Spider Tore Loose (1915)
- Nature's Triumph (1915)
- The Prophet of the Hills (1915)
- $100,000 (1915)
- The Little Girl of the Attic
- The Toll of Youth (1915)
- Fate's Alibi
- Trickery
- Their Golden Wedding (1915)
- From the Shadows (1915)
- Little Mr. Fixer
- Eleven to One (1915)
- Billie's Baby
- Martin Lowe, Fixer (1915)
- For His Superior's Honor
- According to Value (1915)
- Paternal Love
- The Source of Happiness
- In the Grasp of the Law
- A Double Deal in Pork
- Dr. Mason's Temptation
- The Gentleman from Indiana (1915)
- Jeanne (Jane) (1915)
- The Reform Candidate (1915)
- To Redeem a Value
- 10,000 Dollars (1915)
- La parola data (The Tongues of Men) (1916)
- The Call of the Cumberlands (1916)
- Madame la Presidente (1916)
- The Code of Marcia Gray (1916)
- David Garrick (1916)
- The Making of Maddalena (1916)
- An International Marriage (1916)
- The Stronger Love (1916)
- The Intrigue (1916)
- Sins of Her Parent (1916)
- The World and the Woman, co-regia Eugene Moore (1916)
- The Price of Silence (1917)
- Il marchese d'Evremonde (A Tale of Two Cities) (1917)
- American Methods (1917)
- When a Man Sees Red (1917)
- Les Misérables (1917)
- The Heart of a Lion (1917)
- The Kingdom of Love (1917)
- The Blindness of Divorce (1918)
- Sangue bleu (True Blue) (1918)
- Riders of the Purple Sage (1918)
- William Farnum in a Liberty Loan Appeal (1918)
- His Extra Bit
- The Rainbow Trail (1918)
- United States Fourth Liberty Loan Drive
- For Freedom (1918)
- The Man Hunter (1919)
- Pitfalls of a Big City (1919)
- The World and Its Woman (1919)
- The Loves of Letty  (1919)
- The Woman in Room 13 (1920)
- The Silver Horde (1920)
- Madame X  (1920)
- The Great Lover
- A Tale of Two Worlds (1921)
- Roads of Destiny (1921)
- Voci nella notte (A Voice in the Dark) (1921)
- The Invisible Power (1921)
- The Man from Lost River (1921)
- The Grim Comedian  (1921)
- La duchessa di Langeais (The Eternal Flame) (1922)
- The Sin Flood (1922)
- Oliviero Twist (Oliver Twist) (1922)
- The Voice from the Minaret
- L'onestà vittoriosa (Within the Law) (1923)
- Ceneri di vendetta (Ashes of Vengeance) (1923)
- Black Oxen (1923)
- The Sea Hawk (1924)
- The Silent Watcher (1924)
- Her Husband's Secret (1925)
- Winds of Chance (1925)
- The Splendid Road (1925)
- The Wise Guy (1926)
- Il corsaro mascherato (The Eagle of the Sea) (1926)
- I figli del divorzio (Children of Divorce) (1927)
- Le sette aquile (Lilac Time) co-regia di George Fitzmaurice - non accreditato (1928)
- Adoration (1928)
- Il fiume stanco (Weary River) (1929)
- Trafalgar (The Divine Lady) (1929)
- Il principe amante (Drag) (1929)
- I contrabbandieri di New York (Dark Streets) (1929)
- Amoroso convegno (Young Nowheres) (1929)
- Sam Lee principe cinese (Son of the Gods) - non accreditato (1930)
- L'ombra dell'apocalisse (The Way of All Men) (1930)
- La sferzata (The Lash) - non accreditato (1930)
- The Right of Way - non accreditato (1931)
- Ripudiata (East Lynne) (1931)
- The Age for Love (1931)
- La donna senza domani (A Passport to Hell) (1932)
- Cavalcata (Cavalcade) (1933)
- La strana realtà di Peter Standish (Berkeley Square) (1933)
- Hoop-La (1933)
- Chiaro di luna (Servants' Entrance) (1934)
- La tragedia del Bounty (Mutiny on the Bounty) (1935)
- Sotto due bandiere (Under Two Flags) (1936)
- La vergine di Salem (Maid of Salem) (1937)
- Un mondo che sorge (Wells Fargo) (1937)
- Un vagabondo alla corte di Francia (If I were King) (1938)
- Il dominatore del mare (Rulers of the Sea) (1939)
- Quelli della Virginia (The Howards of Virginia) (1940)
- La ribelle del West (The Lady from Cheyenne) (1941)
- L'ultimo duello (This Woman Is Mine) (1941)
- Per sempre e un giorno ancora (Forever and a Day) (1943)
- Air Pattern - Pacific – cortometraggio (1944)
- Sangue sul sole (Blood on the Sun) (1945)
- The Last Bomb – cortometraggio (1945)
- Terrore a Shanghai (The Shanghai Story) (1954)
- Alamo (The Last Command) (1955)

### Attore
- The Foreman of the Jury, regia di Mack Sennett – cortometraggio (1913)
- The Firebugs, regia di Mack Sennett – cortometraggio (1913)
- Shadows of Life, regia di Lois Weber e Phillips Smalley – cortometraggio (1913)
- The She Wolf, regia di Francis Ford – cortometraggio (1913)
- Captain Kidd, regia di Otis Turner – cortometraggio (1913)
- The Madonna of the Slums, regia di Francis Ford (1913)
- Under the Black Flag, regia di Otis Turner – cortometraggio (1913)
- The Buccaneers, regia di Otis Turner (1913)
- The Deadline, regia di David Hartford – cortometraggio (1914)
- The Dead End, regia di David Hartford – cortometraggio (1914)
- For the Freedom of Cuba, regia di Otis Turner (1914)
- One of the Bravest, regia di Otis Turner (1914)
- The Law of His Kind, regia di Frank Lloyd (1914)
- Unjustly Accused, regia di David Hartford (1914)
- Captain Jenny, S.A., regia di Otis Turner (1914)
- By Radium's Rays, regia di Otis Turner (1914)
- The Mexican's Last Raid, regia di Frank Lloyd – cortometraggio (1914)
- Won in the Clouds, regia di Otis Turner – cortometraggio (1914)
- Dangers of the Veldt, regia di Otis Turner (1914)
- The Test, regia di Wallace Reid – cortometraggio (1914)
- On Suspicion, regia di Lois Weber (1914)
- Stolen Glory (1914)
- The Feud – cortometraggio (1914)
- The Spy, regia di Otis Turner (1914)
- On the Verge of War, regia di Otis Turner (1914)
- The Woman in Black, regia di Otis Turner (1914)
- On the Rio Grande, regia di Otis Turner (1914)
- Prowlers of the Wild, regia di Otis Turner (1914)
- The Sob Sister, regia di Otis Turner (1914)
- Circle 17, regia di Otis Turner (1914)
- Through the Flames, regia di Otis Turner (1914)
- A Prince of Bavaria, regia di Frank Lloyd – cortometraggio (1914)
- As the Wind Blows
- Kid Regan's Hands, regia di Otis Turner (1914)
- The Vagabond, regia di Frank Lloyd – cortometraggio (1914)
- The Link That Binds, regia di Frank Lloyd (1914)
- The Chorus Girl's Thanksgiving, regia di Frank Lloyd (1914)
- The Opened Shutters, regia di Otis Turner (1914)
- Traffic in Babies, regia di Frank Lloyd – cortometraggio (1914)
- Damon and Pythias, regia di Otis Turner (1914)
- A Page from Life, regia di Frank Lloyd (1914)
- Pawns of Fate, regia di Frank Lloyd (1915)
- The Temptation of Edwin Swayne, regia di Frank Lloyd (1915)
- Wolves of Society, regia di Frank Lloyd – cortometraggio (1915)
- His Last Serenade, regia di Frank Lloyd (1915)
- The Black Box, regia di Otis Turner - serial (1915)
- Martin Lowe, Financier, regia di Frank Lloyd (1915)
- An Arrangement with Fate, regia di Frank Lloyd (1915)
- To Redeem an Oath, regia di Frank Lloyd (1915)
- The Bay of Seven Isles, regia di Frank Lloyd (1915)
- The Pinch, regia di Frank Lloyd – cortometraggio (1915)
- His Captive, regia di Frank Lloyd (1915)
- When the Spider Tore Loose, regia di Frank Lloyd (1915)
- Nature's Triumph, regia di Frank Lloyd (1915)
- The Prophet of the Hills, regia di Frank Lloyd (1915)
- $100,000, regia di Frank Lloyd (1915)
- The Toll of Youth, regia di Frank Lloyd (1915)
- Trickery
- From the Shadows, regia di Frank Lloyd (1915)
- Eleven to One, regia di Frank Lloyd (1915)
- Martin Lowe, Fixer, regia di Frank Lloyd (1915)
- According to Value, regia di Frank Lloyd (1915)
- The Stronger Love, regia di Frank Lloyd (1916)

### Sceneggiatore
- The Buccaneers, regia di Otis Turner (1913)
- Unjustly Accused, regia di David Hartford (1914)
- The Link That Binds, regia di Frank Lloyd (1914)
- A Page from Life, regia di Frank Lloyd (1914)
- Wolves of Society, regia di Frank Lloyd – cortometraggio (1915)
- To Redeem an Oath, regia di Frank Lloyd (1915)
- His Last Trick, regia di Frank Lloyd (1915)
- The Pinch, regia di Frank Lloyd – cortometraggio (1915)
- When the Spider Tore Loose, regia di Frank Lloyd (1915)
- $100,000, regia di Frank Lloyd (1915)
- Fate's Alibi
- Trickery
- From the Shadows, regia di Frank Lloyd (1915)
- Little Mr. Fixer
- For His Superior's Honor
- According to Value, regia di Frank Lloyd (1915)
- Paternal Love
- In the Grasp of the Law
- Dr. Mason's Temptation
- The Gentleman from Indiana, regia di Frank Lloyd (1915)
- Jane, regia di Frank Lloyd (1915)
- 10,000 Dollars, regia di Frank Lloyd (1915)
- The Code of Marcia Gray, regia di Frank Lloyd (1916)
- Sins of Her Parent, regia di Frank Lloyd (1916)
- The Price of Silence, regia di Joe De Grasse (1917)
- Il marchese d'Evremonde (A Tale of Two Cities), regia di Frank Lloyd (1917)
- American Methods, regia di Frank Lloyd (1917)
- When a Man Sees Red, regia di Frank Lloyd (1917)
- Les Misérables, regia di Frank Lloyd (1917)
- The Heart of a Lion, regia di Frank Lloyd  (1917)
- The Kingdom of Love, regia di Frank Lloyd (1917)
- The Blindness of Divorce, regia di Frank Lloyd (1918)
- True Blue, regia di Frank Lloyd (1918)
- Riders of the Purple Sage, regia di Frank Lloyd (1918)
- The Rainbow Trail, regia di Frank Lloyd (1918)
- The Man Hunter, regia di Frank Lloyd (1919)
- Madame X, regia di Frank Lloyd (1920)
- Oliviero Twist (Oliver Twist), regia di Frank Lloyd (1922)
- Ashes of Vengeance, regia di Frank Lloyd (1923)
- Black Oxen, regia di Frank Lloyd (1923)
- Her Husband's Secret, regia di Frank Lloyd (1925)
- The Age for Love

### Produttore (parziale)
- The Great Lover
- The Invisible Power, regia di Frank Lloyd (1921)
- La sferzata (The Lash), regia di Frank Lloyd (1930)
- Alamo (The Last Command), regia di Frank Lloyd (1955)